# ポール・スカロン
ポール・スカロン（仏: Paul Scarron、1610年7月10日 - 1660年10月6日）は、17世紀フランスの劇作家。彼の作品に通底する「見た目と実情のギャップ」による人物造形のあり方は、フランス喜劇に大きな影響を与えている。モリエールの人物造形とも類似性がある。

## 生涯
1610年7月10日、パリに生まれた。スカロン家は15世紀以来、法曹界、財界、政界にかかわってきた名家で、父親はパリ高等法院評議官であった。母親はスカロンが3歳の時に他界してしまったため、父親は1617年に後妻を迎えた。しかしスカロンはこの後妻や、異母兄弟たちと折り合いが悪く、1629年には継母の意向もあって、家を出て自活するようになった。スカロンはこの生活を満喫していたようで、毎日のように社交界に出入りし、トリスタン・レルミットやジョルジュ・ド・スキュデリーらと交流を深めていった。
1635年にパリを離れ、ル・マンの司教のもとへ赴いた。継母や異母兄弟との関係悪化を心配した父親の計らいであるという。ル・マンでも様々な人物との出会いがあった。画家のニコラ・プッサンや、演劇界のパトロンとして有名であったブラン伯爵と出会ったのはこの頃である。ブラン伯爵は劇作家のジャン・メレやジャン・ロトルーをも庇護していたから、彼らとの交流もあったのかもしれない。ル・マンでの生活を謳歌していたスカロンであったが、1638年にリューマチに罹患し、生涯この病気に苦しめられることとなった。謝肉祭の夜、裸になって全身にはちみつを塗りたくり、鳥の羽を付けて凍った湖に飛び込んで、水鳥の真似をしたことが原因であるという。後にこの病気のせいで体がひどく湾曲してしまい、「Z先生( Monsieur Z )」というあだ名までつけられてしまった。リューマチの療養先で、ルイ14世の愛妾マリー・ド・オートフォールに出会い、気に入られている。
1640年ごろ、パリに戻った。この時に王妃から年金を獲得したために、あだ名が「王妃の病人(Malade de la Reine)」となった。同じころに父親が他界し、遺産相続を巡って継母や異母兄弟と訴訟沙汰にまでなっている。スカロンが文芸活動に本格的に取り組みだしたのは、この頃である。1643年に『ビュルレスク詩集』を著し、文壇にデビューした。この詩集は大評判を獲り、一躍有名人となった。詩人として文壇にデビューしたスカロンであったが、その直後に喜劇役者であるジョドレをモチーフにした『ジョドレ、あるいは主人になった召使』と『決闘者ジョドレ』を著し、劇作家としてもデビューすることとなった。これらの戯曲は大成功し、これがきっかけとなって「ジョドレ物」と呼ばれるジャンルが生まれ、ジョドレ自身の名声はますます高まっていった。
1648年には『偽ヴェルギリウス』の出版許可を取り、翌年からその出版を開始した。充実した創作生活を送り始めるのは、この頃からである。戯曲『滑稽な相続人』、『ドン・ジャフェ・ダルメニー』を著して大成功を収めたが、とくに後者は、「ビュルレスク喜劇の傑作」とまで評された。同年のフロンドの乱以降、スカロンは政治的な問題でジュール・マザランと対立するようになり、1649年には年金を停止されてしまった。彼はこれに怒り、1651年にマザランを批判する『ラ・マザリナード』を著し、敵意をむき出しにしていく。同年9月には『ロマン・コミック』第一部を出版した。この作品は、フランス17世紀を代表する作品の1つである。
同じころ、病気療養のためにギニアに旅行しようと考えたスカロンは赤道インド協会に参加し、そこで後の妻となるフランソワーズ（彼の死後にフランス宮廷に出仕し、マントノン侯爵夫人フランソワーズ・ドービニェとして知られるようになる）と知り合った。お互いに惹かれ合って逢瀬を重ね、ついに1652年に結婚する。この結婚は様々な憶測を呼び、スカロンは根も葉もない醜聞に悩まされたが、彼の家には以前に増して様々な人が訪れるようになり、一種のサロンのような様相を呈するようになった。多くの文人がここに集まったというが、しかしこのような人付き合いが家計を苦しめたようで、次々に作品を制作しなければならなかったようである。
1655年、スペインの短編小説集をもとに『悲喜劇的短編集』を著した。この短編集に収録されている作品が、モリエールの『女房学校』や『守銭奴』に影響を与えたといわれている。1656年に『滑稽な公爵』を上演してからも、『ロマン・コミック』第2部を出版するなど、精力的に文学活動を続けていたが、リューマチは悪化の一方をたどり、ついに自宅で1660年10月6日に息を引き取った。自分の体を変形させるほどの病気、継母たちとの確執、美しい妻とのゴシップなど日常生活に様々な問題を抱えていたが、それらを払拭するように笑いを追求し続けた生涯であった。
スカロンの死後も、未発表の作品が出版され続けた。遺された家族たちが経済的困窮から脱出するためである。

## 主な作品

### 詩
- ビュルレスク詩集 - Le Recueil de quelques vers burlesques (1643年)
- ティフォン、あるいは巨人と神との戦い - Le Typhon ou la Gigantomachie (1644年)
- 続ビュルレスク詩集第一部 - La Suite de la 1re partie des Œuvres burlesques (1644年)
- マタモール隊長の機知 - Les Boutades de Captaine Matamore (1647年)

### 戯曲
スカロンの戯曲全体に通底する特徴に、「見た目と実情のギャップ」というものがある。つまり「王子だと思っていたら、ただの召使だった」などである。この仕掛けは何度も現れるが、観客は実情を知っているので、客観的に舞台を見ることができ、余計に面白みが増すのである。最後の2作品は死後発表。
- ジョドレ、あるいは主人になった召使 - Jodelet ou le Maître valet (1643年)
  - 当時有名だった喜劇役者、ジョドレをモチーフとした作品。ブルゴーニュ劇場で初演され、モリエールの劇団やコメディー・フランセーズにおいても数多く上演された。17世紀フランスで流行した「スペイン物(スペインの戯曲などを典拠とした作品)」の1つである。スペイン喜劇の筋は、あくまで主人公である貴族の名誉と恋愛を巡る物語であるが、スカロンは召使(＝ジョドレ)に大きな役割を与え、独自の喜劇を作り上げようとした。この手法は、これ以後のスカロンの戯曲にも見られる。この戯曲の大成功で、ジョドレの名声がますます高まっていったことは先述したとおりである。コルネイユの『ル・シッド』やジョルジュ・ド・スキュデリーの『セザールの死』など、当時流行していた戯曲の台詞のパロディが盛り込まれていることも特徴[9]。
- 決闘者ジョドレ - Jodelet duelliste (1643年)
  - 粉本には通常1つの作品を選ぶが、3つの作品を選んでいる点で非常に珍しい作品。しかしそれが原因となって、構成に難のある統一感のない作品となってしまった。ジョドレの登場するシーンは話の筋に関係なく、本来削ってもいい場面だが、人気俳優ジョドレの活躍で構成の難を補えると考えたのだと思われる。興行的には成功したようだが、ジョドレがいなくては成立しえない作品となってしまったため、後世の評価は決して高くない[10]。
- 滑稽な相続人 - L'Hèritier ridicule ou la Dame intèressèe (1649年)
  - ブルゴーニュ劇場で初演。本作ではジョドレを使うことができなかった。そのために勧善懲悪的なテーマを盛り込み、召使を中心に展開する場面と、主筋とを密接に関連付けることで、ジョドレのようなスター役者に頼らないでもよい構成に仕上がっている。召使を演じたド・ヴィリエも17世紀の代表的な喜劇役者だが、この時期にはまだその最盛期を迎えてはいなかった。17世紀中葉この作品も上演され続けたが、18世紀になるとそれほど上演されなくなった。明確な理由はわからないが、『ジョドレ』や『ドン・ジャフェ・ダルメニー』が上演され続けた点を考慮すると、これらに埋もれてしまったのかもしれない[11]。
- ドン・ジャフェ・ダルメニー - Dom Japhet d'Armènie (?)
  - ビュルレスク喜劇、17世紀喜劇を代表する傑作。初演年代不明。興行的にも大成功を収めた。まだ幼いルイ14世の御前でも上演され、王は大変この作品を気に入り、晩年になってもこの時のことを覚えていたという。モリエールもこの作品を好んで上演していることから、17世紀に非常に人気の高い作品であったことがうかがえる。コメディー・フランセーズでも創設から100年の1780年までの間に、259回の上演記録があり、18世紀においても人気を保ち続けていたようである。スカロンは、的外れな大言壮語から生まれる滑稽さや、周囲から徹底していじめられることから生まれる滑稽さを提供する人物を創造し、この人物をお決まりの筋に絡めて、独特の作品に仕上げた[12]。
- サラマンカの学生、あるいは寛容なる敵 - L'Ecolier de Salamanque ou les Enemis gènèreux (1654年)
  - スカロンはこの作品を評して「スペインに題材を求めたものの中で、『ル・シッド』以来フランス演劇に現れた最高のもののひとつ」としている。彼がこのような自画自賛をしたのは、同じ粉本を用いた作品が同時期に公表され、競作となったからである。スカロンが本作を制作しているのを聞きつけたボワロベールが、同じ題材を用いた作品を一気呵成に書き上げて、先に上演してしまったということで、これによりスカロンとボワロベールの仲が悪化した[13]。
- 自分自身の番人 - Le Gardien de soi-mème (1654年)
  - こちらも前作と同じく競作となった。スカロンのこの作品のほうが初めに上演されたが、この成功を聞きつけたトマ・コルネイユが同じ題材の作品を制作し、上演したとのことである。興行的にはトマ・コルネイユのほうが成功したらしい。この作品に見られる、「シチリアの王子が商人に変装し、見長翁だと思っていた男はただの召使だった」という描写はこれまでの作品を俯瞰しても最も効果的なものである[14]。
- 滑稽な侯爵、あるいは急いで作られた伯爵夫人 - Le Marquis ridicule ou la Comtesse à la hâte (1656年)
  - 粉本となった作品はアントニオ・コエリョ(Antonio Coello)の『かかわらない方がよい(Peor es urgallo)』であるが、コエリョは全く無名の作家であり、この粉本も18世紀に書写されたものが現存しているに過ぎないため、スカロンがどのようにこの作品に接したのかわからない。スカロンがこれまで採用してきた粉本の作者は、すべて有名な人間ばかりであったが、全く無名の作家を取り上げたということは、スカロンがよほど内容を気に入ったということだろう。「自分が寝取られ亭主(＝コキュ)となることを恐れ、自分の弟が彼女に近づくだけでも警戒する」などの描写は、モリエールの『女房学校』に通じるものがある。成功したと見る研究者もいるが、モリエール劇団やコメディー・フランセーズでの上演記録がないことに着目し、失敗したと考える研究者もおり、その興行成績についてはよくわかっていない[15]。
- 偽りの見た目 - La Fausse apparence (1658-59?)
  - 死後発表作品。笑いの要素が極端に減らされている。スカロンの作品に現れるような笑いは見られないが、「見た目と実情のギャップ」を軸に筋を構成している点は共通している[16]。
- 海賊の王子 - Le Prince corsaire (?)
  - 死後発表作品。これまでの作品と決定的に違うのは、スペインの作品に依拠していないことと、笑いの要素が一つも無いことである。純然たる悲喜劇として、作品の出来は上手く構成されているが、「スカロンの作品」として考えると、この作品だけ浮いてしまう印象は否めない。スカロンがこのような作品を制作した理由はわからないし、生前に出版されていないことを考えると、これを世に出すつもりがなかったのかもしれない。このような作品を書くこともできるとアピールしたかったのかもしれないが、推察の域を出ない[17]。

### 断片
全部で3つ現存している。2つはタイトルさえ付いていない。
- 偽のアレクサンドル - Le Faux Alexandre (?)
  - 第1幕と2幕途中まで500行が残っている。登場人物にはジョドレの名前も見えるので、かなり初期に書かれた作品であると考えられる[18]。

## 邦訳
- 『滑稽旅役者物語』渡辺明正訳 国書刊行会 1993
- 「ドン・ジャフェ・ダルメニー」冨田高嗣訳『フランス十七世紀演劇集 喜劇』中央大学出版部 2010